# Odontoloma quadridens
Odontoloma quadridens är en skalbaggsart som beskrevs av D'orbigny 1908. Odontoloma quadridens ingår i släktet Odontoloma och familjen bladhorningar. Inga underarter finns listade i Catalogue of Life.